# Predicación de Juan el Bautista
Los cuatro evangelios recogen la predicación de Juan el Bautista que precedió la vida pública de Cristo. Lucas la presenta con más detalle y orden: describe el marco general, la misión, el contenido de su predicación, su relación con el Mesías venidero y su encarcelamiento. Lucas sitúa en el tiempo y en el espacio la aparición pública de Juan Bautista. El año decimoquinto del imperio de  Tiberio César corresponde al 27 o al 28/29 de nuestra era, según dos cómputos de tiempo posibles. Poncio Pilato fue praefectus de Judea, o bien «procurador» en la terminología posterior, desde el año 26 al 36; su jurisdicción se extendía también a Samaría e Idumea. El Herodes que se menciona es Herodes Antipas, que murió el año 39.

## Texto bíblico
- Según san Mateo (3; 1-12)

En aquellos días apareció Juan el Bautista predicando en el desierto de Judea y diciendo: —Convertíos, porque está al llegar el Reino de los Cielos. Éste es aquel de quien habló el profeta Isaías diciendo: Voz del que clama en el desierto: «Preparad el camino del Señor, haced rectas sus sendas». Llevaba Juan una vestidura de pelo de camello con un ceñidor de cuero a la cintura, y su comida eran langostas y miel silvestre. Entonces acudía a él Jerusalén, toda Judea y toda la comarca del Jordán, y eran bautizados por él en el río Jordán, confesando sus pecados. Al ver que venían a su bautismo muchos fariseos y saduceos, les dijo: —Raza de víboras, ¿quién os enseñó a huir de la ira que va a venir? Dad, por tanto, un fruto digno de penitencia, y no os justifiquéis interiormente pensando: «Tenemos por padre a Abrahán». Porque os aseguro que Dios puede hacer surgir de estas piedras hijos de Abrahán. Ya está el hacha puesta junto a la raíz de los árboles. Por tanto, todo árbol que no da buen fruto se corta y se arroja al fuego. »Yo os bautizo con agua para la conversión, pero el que viene después de mí es más poderoso que yo, a quien no soy digno de llevarle las sandalias. Él os bautizará en el Espíritu Santo y en fuego. Él tiene en su mano el bieldo y limpiará su era, y recogerá su trigo en el granero; en cambio, quemará la paja con un fuego que no se apaga.

- Según  san Marcos

1Comienzo del Evangelio de Jesucristo, Hijo de Dios. 2Como está escrito en el profeta Isaías: Mira que envío a mi mensajero delante de ti, para que vaya preparando tu camino. 3Voz del que clama en el desierto: «Preparad el camino del Señor, haced rectas sus sendas». 4Apareció Juan Bautista en el desierto predicando un bautismo de penitencia para remisión de los pecados. 5Y toda la región de Judea y todos los habitantes de Jerusalén acudían a él y eran bautizados por él en el río Jordán, confesando sus pecados. 6Juan llevaba un vestido de pelo de camello con un ceñidor de cuero a la cintura y comía langostas y miel silvestre. 7Y predicaba: —Después de mí viene el que es más poderoso que yo, ante quien yo no soy digno de inclinarme para desatarle la correa de las sandalias. 8Yo os he bautizado en agua, pero él os bautizará en el Espíritu Santo.

- Según san Lucas (3; 1-18)

El año decimoquinto del imperio de Tiberio César, siendo Poncio Pilato procurador de Judea, Herodes tetrarca de Galilea, su hermano Filipo tetrarca de Iturea y de la región de Traconítide, y Lisanias tetrarca de Abilene, bajo el sumo sacerdote Anás y Caifás, vino la palabra de Dios sobre Juan, el hijo de Zacarías, en el desierto. Y recorrió toda la región del Jordán predicando un bautismo de penitencia para remisión de los pecados, tal como está escrito en el libro de los oráculos del profeta Isaías:
Voz del que clama en el desierto:
Preparad el camino del Señor, 
haced rectas sus sendas. 
Todo valle será rellenado, 
y todo monte y colina allanados; 
los caminos torcidos serán rectos, 
y los caminos escarpados serán llanos. 
Y todo hombre verá la salvación de Dios».
Y decía a las muchedumbres que acudían para que los bautizara: —Raza de víboras, ¿quién os ha enseñado a huir de la ira que va a venir? Dad, por tanto, frutos dignos de penitencia, y no empecéis a decir entre vosotros: «Tenemos por padre a Abrahán». Porque os aseguro que Dios puede hacer surgir de estas piedras hijos de Abrahán. Además, ya está el hacha puesta junto a la raíz de los árboles. Por tanto, todo árbol que no da buen fruto se corta y se arroja al fuego. Las muchedumbres le preguntaban: —Entonces, ¿qué debemos hacer? Él les contestaba: —El que tiene dos túnicas, que le dé al que no tiene; y el que tiene alimentos, que haga lo mismo. Llegaron también unos publicanos para bautizarse y le dijeron: —Maestro, ¿qué debemos hacer? Y él les contestó: —No exijáis más de lo que se os ha señalado. Asimismo le preguntaban los soldados: —Y nosotros, ¿qué tenemos que hacer? Y les dijo: —No hagáis extorsión a nadie, ni denunciéis con falsedad, y contentaos con vuestras pagas. 

Como el pueblo estaba expectante y todos se preguntaban en su interior si acaso Juan no sería el Cristo, Juan salió al paso diciéndoles a todos: —Yo os bautizo con agua; pero viene el que es más poderoso que yo, a quien no soy digno de desatarle la correa de las sandalias: él os bautizará en el Espíritu Santo y en fuego. Él tiene el bieldo en su mano, para limpiar su era y recoger el trigo en su granero, y quemará la paja con un fuego que no se apaga. Con estas y otras muchas exhortaciones anunciaba al pueblo la buena nueva.

- Según  san Juan (1; 19-28)

Éste es el testimonio de Juan, cuando desde Jerusalén los judíos le enviaron sacerdotes y levitas para que le preguntaran: «¿Tú quién eres?». Entonces él confesó la verdad y no la negó, y declaró: —Yo no soy el Cristo. Y le preguntaron: —¿Entonces, qué? ¿Eres tú Elías? Y dijo: —No lo soy. —¿Eres tú el Profeta? —No —respondió. Por último le dijeron: —¿Quién eres, para que demos una respuesta a los que nos han enviado? ¿Qué dices de ti mismo? Contestó: —Yo soy la voz del que clama en el desierto: «Haced recto el camino del Señor», como dijo el profeta Isaías. Los enviados eran de los fariseos. Le preguntaron: —¿Pues por qué bautizas si tú no eres el Cristo, ni Elías, ni el Profeta? Juan les respondió: —Yo bautizo con agua, pero en medio de vosotros está uno a quien no conocéis. Él es el que viene después de mí, a quien yo no soy digno de desatarle la correa de la sandalia. Esto sucedió en Betania, al otro lado del Jordán, donde Juan estaba bautizando

## Interpretación de la Iglesia católica
Herodes Filipo, hermanastro de Herodes Antipas, fue tetrarca de varias regiones indicadas en el texto hasta el año 33/34. No es el mismo Herodes Filipo que estaba casado con Herodías. El sumo sacerdote era Caifás, que ejerció su pontificado desde el año 18 al 36. Anás, su suegro, había sido depuesto el año 15 por la autoridad romana, pero conservaba mucha influencia en la política y la religión judías. La mención de las circunstancias históricas, seguida de la expresión «vino la palabra de Dios sobre…», es frecuente en el inicio de muchos libros proféticos. De este modo el texto sugiere, como después afirmará Jesús expresamente, que Juan el Bautista es el último de los profetas, y a través de él, Dios, con su palabra, inaugura el último acto de la historia. El  San Lucas presenta la figura del Juan el Bautista a la luz de un texto del libro de Isaías. En esta parte de Isaías se anuncia al pueblo hebreo que, tras el destierro de Babilonia, habrá un nuevo éxodo; entonces, el pueblo que caminará a través del desierto hasta llegar a la tierra de promisión ya no será guiado por Moisés sino por el mismo Dios.
El oráculo de Isaías citado es común a los tres evangelios sinópticos, pero sólo san Lucas recoge el último versículo: «Y todo hombre verá la salvación de Dios». De este modo, la dimensión universal del Evangelio se presenta desde la misión misma del Bautista. Todos, hasta los publicanos o los soldados, tienen acceso a la salvación: 

«El Señor desea abrir en vosotros un camino por el que pueda penetrar en vuestras almas. (…) El camino por el que ha de penetrar la palabra de Dios consiste en la capacidad del corazón humano. El corazón del hombre es grande, espacioso y capaz. (…) Prepara un camino al Señor mediante una conducta honesta, y con acciones irreprochables allana tú el sendero, para que la palabra de Dios camine hacia ti sin obstáculo».

Ante la venida inminente del Señor, los hombres deben disponerse interiormente, hacer penitencia de sus pecados, rectificar su vida para recibir la gracia que trae el Mesías. Porque la salvación no viene por el linaje, por ser hijos de Abrahán, sino por la conversión que se manifiesta en obras concretas y particulares para cada uno. San Lucas dice que sólo ha recogido algunas de las exhortaciones con las que evangelizaba el Bautista. De todas formas, el resumen que presenta es muy semejante al de otros documentos de la época. Flavio Josefo recuerda que Juan «era un hombre bueno y pedía a los judíos el ejercicio de la virtud, a la vez que la justicia de los unos con los otros y la piedad con Dios, y de esta forma presentarse al Bautismo». La enseñanza del Bautista versa también sobre el Mesías. Juan recuerda que él no es el Mesías, pero que éste está al llegar y que vendrá con el poder de juez supremo, propio de Dios, y con una dignidad que no tiene parangón humano: 

Aprended del mismo Juan un ejemplo de humildad. Le tienen por Mesías y niega serlo; no se le ocurre emplear el error ajeno en beneficio propio. (…) Comprendió dónde tenía su salvación; comprendió que no era más que una antorcha, y temió que el viento de la soberbia la pudiese apagar.

Finalmente, el evangelista describe la suerte última de Juan. Los otros dos evangelios sinópticos, los de Mateo y Marcos, hablan de la censura que hizo el Bautista del adulterio de Herodes; San Lucas apunta también que Juan denunció «todas las maldades» del tetrarca. La arbitrariedad de esta acción la evoca asimismo Flavio Josefo cuando dice que Herodes, temeroso de que la autoridad del Bautista 

«indujera a sus súbditos a rebelarse, pues el pueblo parecía dispuesto a seguir sus consejos, consideró más seguro (…) quitarlo de en medio; de lo contrario, quizás tendría que arrepentirse más tarde, si se produjera alguna conjuración. Así que, por estas sospechas de Herodes, fue encarcelado y enviado a la fortaleza de Maqueronte».

Por eso también, cuando Herodes fue aplastado por el rey de los nabateos, «los judíos creyeron que fue en venganza de la muerte de Juan Bautista por lo que fue derrotado Herodes, ya que Dios quería castigarlo»